# Ferde Grofé
Ferde Grofé (Nova York, 27 de març del 1892 – Santa Monica, 3 d'abril del 1972) va ser un pianista, compositor i arranjador estatunidenc. Nasqué amb el nom de Ferdinand Rudolph von Grofé. És especialment coneguda l'orquestració que va fer de la peça Rhapsody in Blue, del seu compatriota George Gershwin, l'any 1924.
El seu domini dels sons de l'orquestra queda palès en totes les seves obres, en què no només utilitzava al màxim el potencial de cada instrument, sinó que també aprofitava per utilitzar alguns efectes especials. Així, a l'últim temps de la seva The Niagara Falls Suite (titulat The Power of Niagara) hi sona una sirena de vaixell.
Tot i això, la seva peça més coneguda és Grand Canyon Suite (1931), un viatge sonor a través d'un paisatge únic, dividida en cinc moviments amb títols prou il·lustratius: Sunrise, The painted desert, On the Trail, Sunset i Cloudburst.
Tota la seva obra, escassa, té com nexe d'unió els paisatges i la gent dels EUA. Enregistrades per Naxos es poden trobar, a part de les dues obres mencionades, Mississipi Suite, Death Valley Suite, Hudson River Suite' i 'Hollywood Suite.
Grofé es va formar amb professors particulars i va treballar en diverses orquestres i agrupacions de jazz, cosa que es nota en les seves composicions, on el ritme moltes vegades és el propi d'aquest gènere. Des de 1920, va formar part de la banda del seu compatriota Paul Whiteman.